# Модвенна
Модвенна — имя, которое носили три британские святые, память 6 июля.
- Модвенна Шотландская (предп. VI век). Св. Модвенна родилась и получила христианское воспитание в Ирландии. Вскоре, прибыв в Шотландию, она основала там семь церквей. По преданию, одна из них располагалась на месте замка Эдинбурга, одна — на Замковой Горе (Castle Hill) в Стирлинге и ещё одна — в Лонгфоргане (Longforgan[англ.]), что в Пертшире.
- Модвенна Нортумбрийская (VII век). О св. Модвенне из Нортумбрии (Modwenna of Northumbria) мало что известно. По преданию, она посетила короля нортумбрийского Элдфрита в Уитби в 685 году, когда тот попросил святую дать наставления его сестре Эльфледе, бывшей настоятельницей тамошнего монастыря.
- Модвенна Поулсвортская (IX век). По преданию, св. Модвенне королём мерсийским были даны земли в Тренсалле (Trensall), Стаффордшир, где она основала известное сестричество. Там, в частности, получила наставления св. Эдита Поулсвортская (Edith of Polesworth[англ.]), основавшая свой монастырь в Уорвикшире. Позже св. Модвенна удалилась на маленький островок Анрессей (Andressey), что неподалёку от Бёртон-апон-Трента . Там она прожила отшельницей семь лет до своей кончины 5 июля. Её мощи были позднее перенесены в церковь Бёртона.